# Keeneland
Keeneland – miasto w Stanach Zjednoczonych, w stanie Kentucky, w hrabstwie Jefferson.